# Муртуз-Алі II
Муртуз-Алі (Муртаза-Алі) II (д/н — 1785) — 10-й тарковський шамхал в 1765—1785 роках (з перервами).

## Життєпис
Походив з роду володарів тарковського шахматства. Син Мехті I Ширданчі, тарковського шамхала. Про молоді роки замало відомостей. 1763 року після смерті батька вступив у протистояння з небіжем Бамматом Тішсізом, володарем Казаніщенським. Останнього підтримали Амір-Гамза II, кайтазький уцмій, Фаталі-хан, кубинський хан, аварський хан Нуцал-хан, ендиреєвський князь Темір-Гамзін, костековський володар Аліш-Гамзін. Обидві сторони намагалися заручитися підтримкою російської влади. Напочатку того ж року Муртуз-Алі зазнав поразки, а владу захопив Баммат I. Втім вже через місяць Муртуз-Алі II відвоював столицю Таркі, ставши шамхалом. До кінця року відвоював більшу частину шамхальства. 1764 року зумів перетягнути на свій бік кайтазького уцмія та кубинського хана.
1765 року остаточно вигнав з держави Баммата I. Того ж року доєднався до коаліції на чолі із Фаталі-ханом, яка захопила Дербентське ханство. На дяку отримав частину останнього.
Муртуз-Алі II зберігав союз з кубинським ханом, але 1770 року відкинув пропозицію Фаталі-хана повалити Мухаммад-хана, правителя Газікумуського ханства. Разом з тим Муртуз-Алі II не приєднавшись 1774 року до коаліції дагестанських правителів проти Фаталі-хана. Після поразки останнього у битві на Гавдушанському полі спрямував війська на допомогу дербенту, кудиперебрався Фаталі-хан. В декількох сутичках війська шамхала завдали поразкзагонам кайтазького уцмія. Став посередником між Фаталі-ханом і російською імператрицею Катериною II. Остання надала допомогу кубинсько-дербентському хану. 1775 року спільно з російськими військами генерала де Медема завдав поразки кайтайзькомута газікумухському війську. У 1778 року змусив коаліцію на чолі із уцмієм Амір-Гамзою II відмовитися від нападу на Кубинсько-Дербентське ханство.
1782 року Муртуз-Алі II став підтримувати царевича Олександра, претендента на трон Картлі і Кахетії. Втім головним бажанням шамхала було пограбунок цього царства. Втім відмова Фаталі-хана приєднатися до союзу дагестанських правителів на користь Олександра завадила цим планам.
Помер Муртуз-Алі II 1785 року. Після боротьби у 1786 року новим шамхалом став його зведенний брат Баммат II.